# Division (sport)
Pour les articles homonymes, voir Division (homonymie).
Une division, en sports, désigne un groupement d'équipes dans un championnat.

## Système nord-américain
Dans le système sportif nord-américain, à base de franchises et de ligues fermées, le terme division (parfois nommé section au Québec) fait référence à une subdivision d'une conférence (association au Québec), rassemblant des équipes proches géographiquement et s'affrontant plus régulièrement.

### Exemples
- Hockey sur glace : Divisions de la LNH :
  - les divisions Atlantique, Nord-Est et Sud-Est composent la Conférence de l'Est,
  - les divisions Nord-Ouest, Centrale et Pacifique forment la Conférence de l'Ouest.
- Basket-ball : Divisions de la NBA :
  - les divisions Atlantique, Centrale et Sud-Est composent la Conférence de l'Est,
  - les divisions Nord-Ouest, Sud-Ouest et Pacifique forment la Conférence de l'Ouest.

## Système européen
Dans l'organisation sportive à l'européenne, une division correspond à un niveau de championnat. Ainsi, la Division 1 est souvent le nom du niveau élite de divers championnats sportifs, et suivi généralement d'une division 2, 3, etc. Les termes D1, D2 et D3 désignent ainsi les trois premiers niveaux d'un championnat.

### Exemples
- Football : Division 1 belge.
- Handball : Division 1 française.